# SchücoArena
De SchücoArena in Bielefeld is het thuisstadion van de Duitse voetbalclub Arminia Bielefeld. Het stadion heeft een capaciteit van 27.300. Voorheen heette het stadion Bielefelder Alm, maar dankzij een deal met de sponsoren heet het nu SchücoArena.
De bouw van de nieuwe hoofdtribune (Osttribune), die oorspronkelijk 11 miljoen euro zou kosten, kwam uiteindelijk uit op 19 miljoen euro. Dit zorgde voor een financiële crisis in Bielefeld, waardoor de club geld moest lenen van de DFB. Deze lening ging gepaard met een puntenaftrek waardoor de club degradeerde naar de 3. Liga. De club promoveerde in 2020 naar de Bundesliga.